# 菊花章
菊花章（きっかしょう）は、明治時代以降の栄典制度における最高位の日本の勲章。大勲位菊花章頸飾（だいくんい きっかしょう けいしょく）と大勲位菊花大綬章（だいくんい きっかだいじゅしょう）の2種類があり、それぞれ別個の法令により制定・運用されているが、勲章の形状については同一の法令で定められている。

## 沿革
1876年（明治9年）12月27日、前年に定められた賞牌（現在の旭日章）よりも上位かつ最高位の勲章たる菊花章と最上位の勲等である大勲位が創設され、初めにそれぞれ独立した勲章として、右肩から左脇に垂れて佩用する「大勲位菊花大綬章」と、左胸に佩用する「大勲位菊花章」の2種が規定され、次いで1888年（明治21年）1月4日に頸飾（くびかざり）形式の「大勲位菊花章頸飾」が定められ、菊花章は合計3等級の勲章として法令上の体裁を整えた。しかし実際には、大勲位菊花章は単独で授与された例はなく、大綬章および頸飾の事実上の副章として扱われることが長く続いた。2003年（平成15年）11月3日の栄典制度改正以降はこの実態に合わせて、それぞれ頸飾および大綬章が正章に、大勲位菊花章が副章に改めて位置付けられた。
また、旧制度での授与時には、「大勲位」という勲等と、「菊花大綬章」または「菊花章頸飾」という勲章に分けて叙授された（例「大勲位に叙し菊花大綬章を授ける」、「菊花章頸飾を授ける」）が、数字による勲等を廃止した新制度では、「大勲位菊花大綬章」または「大勲位菊花章頸飾」と、他の勲章の授与方式に合わせて分けずに授与される形（例「大勲位菊花大綬章を授ける」）に変更された。

## 種類
| 名称（下行は英訳名）・画像                                                                                     | 制定年月日     | 授与対象                                                                                                  |
| --- | -------------- | --- |
| 大勲位菊花章頸飾 Collar of the Supreme Order of the Chrysanthemum                                              | 1888年1月4日   | 「大勲位ニ叙セシ者ニ特別之ヲ賜フ」とされる                                                                |
| 大勲位菊花大綬章 Grand Cordon of the Supreme Order of the Chrysanthemum 正章（上）・副章（右下）・略綬（左下） | 1876年12月27日 | 「旭日大綬章又は瑞宝大綬章を授与されるべき功労より 優れた功労のある者に対して…特に授与する」とされる      |
| 大勲位菊花章 Supreme Order of the Chrysanthemum                                                                | 1876年12月27日 | 単独運用された例なく大綬章および頸飾の副章として扱われ、 2003年の制度改革で正式に両者の副章に組み込まれる |